# Rhyssa intermedia
Rhyssa intermedia là một loài tò vò trong họ Ichneumonidae.